# The Who Sell Out
The Who Sell Out è il terzo album discografico dei The Who, pubblicato nel 1967.

## Storia
L'album, un concept formato da una serie di canzoni prive di relazioni fra loro ma intervallate da falsi annunci pubblicitari o di servizio pubblico, venne pubblicato nel 1967 nel Regno Unito dalla Track Records, nel 1968 negli Stati Uniti dalla Decca Records e nel resto d'Europa dalla Polydor Records. Il disco è stato registrato tra maggio e novembre del 1967 in diversi studi. Il brano I Can See for Miles venne pubblicato anche come singolo raggiungendo la decima posizione nel Regno Unito e la nona negli Stati Uniti.
Nel volume Maximum R&B, la band raccontò all'autore Richard Barnes di essere pervenuta all'idea della registrazione dei jingle promozionali dopo aver realizzato la cover della sigla della serie tv di Batman pubblicata sull'EP Ready Steady Who. Inizialmente avrebbe dovuto intitolarsi Who's Lily in riferimento al recente singolo Pictures of Lily. Le prime registrazioni (una cover di Summertime Blues, i jingle dello spot della Coca Cola e il pezzo strumentale Sodding About mostrarono l'influenza di Jimi Hendrix sul modo di suonare la chitarra di Townshend; anche prima della formazione del gruppo, i singoli membri erano stati profondamente influenzati dal rock n roll trasmesso dalle radio: la BBC non trasmetteva molta musica in quel periodo, la quale invece veniva trasmessa da stazioni come Radio Luxembourg e alcune radio pirata come Radio Caroline.
Alla fine del 1966 il gruppo aveva raggiunto il successo commerciale grazie al movimento mod che in quel periodo rappresentava una significativa porzione del suo pubblico; tuttavia il movimento stava andando disperdendosi e lo spettacolo televisivo Ready, Steady, Go! che li aveva lanciati era stato anche cancellato. Il gruppo partì per una serie di concerti negli Stati Uniti l'anno seguente riscuotendo successo con per le esibizioni dal vivo. Nell'estate del 1967, i loro manager Kit Lambert e Chris Stamp suggerirono loro di creare concept album basato sulle radio pirata e di strutturarlo nello stesso modo o in quello delle radio a.m. degli USA. Data l'importanza delle radio pirata per il movimento mod, si pensò di rendergli tributo. Così come la musica, gli annunci fra una canzone e l'altra e i jingle erano una componente fondamentale delle trasmissioni radiofoniche, così venne deciso di includere una selezione di divertenti digressioni fra una canzone e l'altra. L'atto che mise al bando le radio pirata entrò poi in vigore alla mezzanotte del 14 agosto 1967 e questo rafforzò l'effetto dell'album come estremo omaggio alle radio pirata.
Il brano conclusivo dell'album, Rael, rappresenta il secondo tentativo di Townshend di andare oltre il semplice formato della canzone realizzando quella che, dopo A Quick One, è la sua seconda mini opera rock; è una suite musicale da cui poi partirà per realizzare l'album successivo, Tommy; nel brano compare una progressione di accordi musicali che poi saranno alla base del tema principale dell'album contenuto in particolare nei brani Sparks e Underture.

## Registrazione
La prima canzone a essere scritta appositamente per l'album fu Jaguar, in riferimento alla nota automobile, alla quale seguì un pezzo strumentale che il gruppo aveva registrato per la Coca Cola. Armenia City in the Sky scritta da John "Speedy" Keen, amico del gruppo. Dopo aver terminato tour negli Stati Uniti, il gruppo tornò a casa e il 16 settembre incominciò a incidere: in tre settimane venne realizzato inizialmente il primo singolo I Can See for Miles pubblicato il mese seguente e a ottobre il gruppo aveva completato Armenia (City In The Sky), Early Morning Cold Taxi e Girl's Eyes; Heinz Baked Beans, Odorono e Top Gear vennero completate a metà mese insieme a una serie di annunci e jingle per lo più registrati da Entwistle e Moon; Tattoo, Odorono e Rael vennero completate il 20 ottobre mentre la maggior parte del resto del disco venne registrato durante spettacoli dal vivo alla fine del mese. Sunrise, scritto da Townshend, fu l'ultimo pezzo a essere registrato il 2 novembre. L'album venne poi mixato da Lambert e Damon Lyon-Shaw e completato il 20 novembre.
Non tutti i brani registrati vennero inseriti nella versione definitiva dell'album; alcuni di essi verranno poi inclusi nella riedizione dell'album nel 1995 e nella raccolta Odds & Sods del 1974. 

## Accoglienza
L'album venne pubblicato nel Regno Unito il 15 dicembre 1967 e negli Stati Uniti il 6 gennaio 1968. Raggiunse il 13 posto nella classifica britannica e il 48° in quella statunitense.
Sulla rivista Rolling Stone, Jann Wenner definì «fantastico» l'album elogiandone il senso dell'umorismo e la matura musicalità del gruppo. Sulla rivista Esquire, Robert Christgau scrisse che con questo album il gruppo sarebbe «il miglior terzo non solo del Regno Unito ma del mondo» («the third best not just in Britain but the world»), definendo Tattoo come la miglior canzone scritta da Townshend fino ad allora e da sola valeva il prezzo dell'album. In una retrospettiva per la rivista AllMusic, Richie Unterberger definì l'album come una successione incredibile di canzoni e uno dei più grandi successi del gruppo. Il socio-musicologo Simon Frith indica l'album come un capolavoro della Pop art.
Nel 1995 l'album venne ristampato dall MCA Records con l'aggiunta di numerose canzoni e intermezzi che erano stati scartati nel 1967; nelle note di copertina Dave Marsh lo ha definito «il più grande album rock'n'roll della sua epoca». La nuova edizione sulla rivista The Village Voice, venne definita come l'unico grande album degli Who, in quanto non avevano ancora incominciato a prendersi troppo sul serio.
Secondo il critico musicale Richie Unterberger, l'album presenta una esultante musica pop/psichedelica a metà fra pop melodico dei mod e una strumentazione potente, mentre Edna Gundersen scrisse su USA Today che l'album aveva uno stile power pop.

## Tracce
Testi e musiche di Pete Townshend (eccetto dove indicato).
1. Armenia City in the Sky – 3:12 (John Keen)
2. Heinz Baked Beans – 0:57 (John Entwistle)
3. Mary-Anne With The Shaky Hand – 2:04
4. Odorono – 2:16
5. Tattoo – 2:42
6. Our Love Was – 3:07
7. I Can See for Miles – 4:17
8. Can't Reach You – 3:03
9. Medac – 0:57 (Entwistle)
10. Relax – 2:38
11. Silas Stingy – 3:04 (Entwistle)
12. Sunrise – 3:03
13. Rael (1 and 2) – 5:44

Durata totale: 37:04

### Bonus track edizione 1995
| 15 | Glittering Girl                                     | Outtake                                | 2:56 |
| 16 | Melancholia                                         | Outtake                                | 3:17 |
| 17 | Someone's Coming                                    | B-side del singolo I Can See for Miles | 2:29 |
| 18 | Jaguar                                              | Outtake                                | 2:51 |
| 19 | Early Morning Cold Taxi                             | Outtake                                | 2:55 |
| 20 | Hall Of The Mountain King                           | Outtake                                | 4:14 |
| 21 | Girl's Eyes                                         | Outtake                                | 3:28 |
| 22 | Mary Anne With The Shaky Hand (Alternative Version) | B-side del singolo I Can See for Miles | 3:19 |
| 23 | Glow Girl                                           | Outtake                                | 2:24 |

### Bonus track edizione 2020
| 14 | Mary Anne With The Shaky Hand    | 3:25 | Outtake |
| 15 | Someone's Coming                 | 2:32 | B-side del singolo I Can See for Miles, venne registrato ai Columbia Studios di Nashville il 17 agosto 1967 |
| 16 | Summertime Blues                 | 2:38 | Cover del brano di Eddie Cochran che gli Who avevano suonato nei loro esordi quando ancora si chiamavano Detours; il brano era da poco rientrato nel loro repertorio live; questa versione venne registrata ai De Lane Lea Studios di Londra il 24 maggio 1967 durante il tour estivo del 1967 per un singolo che non venne però poi mai pubblicato |
| 17 | Glittering Girl                  | 3:04 | Registrato ai De Lane Lea Studios di Londra a luglio 1967 |
| 18 | Early Morning Cold Taxi          | 2:59 | Risale alle prime sessioni di registrazioni dell'album e venne preso in considerazione come singolo ma gli venne poi preferita Pictures of Lily; è probabilmente una versione demo in quanto vi canta come voce solista Pete Towhshend. |
| 19 | Girl's Eyes                      | 2:51 | Registrato ai CBS Studios, Londra, il 7 giugno 1967 |
| 20 | Coke After Coke                  | 1:08 | Uno dei due jingle registrati per la Coca Cola registrati ai De Lane Lea Studios di Londra a luglio 1967 |
| 21 | Sodding About                    | 2:51 | Registrato probabilmente ad aprile 1967 ai Pye Studios; era destinata a un EP che non venne poi mai pubblicato. Venne pubblicato nella versione del 1998 della raccolta Odds & Sods. Il brano è noto anche come Signal 30. |
| 22 | Things Go Better With Coke       | 0:31 | Uno dei due jingle registrati per la Coca Cola |
| 23 | In the Hall of the Mountain King | 4:26 | Registrato probabilmente ad aprile 1967 ai Pye Studios; era destinata a un EP che non venne poi mai pubblicato. Venne pubblicato per la prima volta come bonus track nella versione rimasterizzata dell'album del 1995. |
| 24 | Jaguar                           | 2:54 | Registrato il 20 ottobre 1967 agli IBC Studios di Londra. |
| 25 | Rael (IBC Remake)                | 6:26 | Insoddisfatti della versione registrata a New York, il gruppo registrò una nuova versione del brano una volta tornati a Londra, il 20 ottobre 1967 agli IBC Studios; ma poi questa versione venne accantonata e pubblicata per la prima volta come bonus track nella Deluxe Version dell'album del 2009.                                            |

## Formazione

### Gruppo
- Roger Daltrey - voce, cori, percussioni
- Pete Townshend - chitarra, tastiere, tin whistle, banjo, cori, voce in Odorono, Our Love Was, I Can't Reach You, Sunrise, Rael 2 e Glittering Girl
- John Entwistle - basso, corno, cori, voce in Silas Stingy e Medac
- Keith Moon - batteria, cori, percussioni, voce in Girl's Eyes, Jaguar e Armenia City In The Sky

### Altri musicisti
- Al Kooper - tastiere, organo